# Сиксаола
Сиксао́ла (исп. Río Sixaola) — пограничная река в Центральной Америке между Коста-Рикой и Панамой. Берёт начало в Кордильерах в кантоне Таламанка на юге провинции Лимон. Длина реки примерно 146 км. Протекая с запада на восток, впадает в Карибское море. Крупные притоки с панамской стороны — Йоркин, Урен, с коста-риканской — Телире, Коэн и Лари. Населённые пункты на реке: Гуабито, Сиксаола, Калифорния, Ла-Меса, Брибри, Элена, Чейс.

## Правовой статус
Договор Эчанди-Фернандес, заключённый Панамой и Коста-Рикой в Сан-Хосе в мае 1941 года, определил границу между двумя государствами. На севере она стала пролегать по реке Йоркин, начиная со среднего течения и далее по Сиксаоле до впадения в Карибское море. Договор также установил свободу судоходства для обеих стран по этим рекам в местах, где они являются государственной границей. Река также является границей часовых поясов, коста-риканское время отличается от панамского на один час.

## Мост
Единственный постоянный мост пересекает реку в нижнем течении, он соединяет города Гуабито и Сиксаолу. Мост был построен в 1908 году и в настоящее время требует ремонта.